# Barn Raising

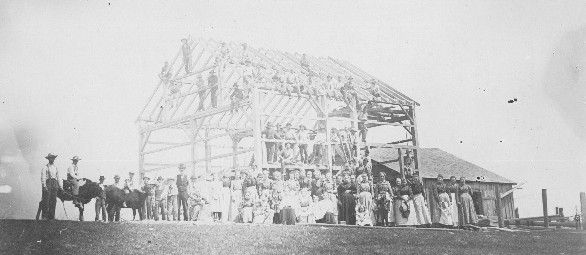
Barn Raising in DeKalb County, Indiana, um 1900

Das Barn Raising (historisch: Raising Bee, in Großbritannien auch: Rearing) bezeichnet den gemeinschaftlichen Bau oder Wiederaufbau einer Scheune durch alle Mitglieder der jeweiligen Gemeinde. Die Praktik war insbesondere im ländlichen Nordamerika des 18. und 19. Jahrhunderts verbreitet. 
Eine Scheune war notwendig für alle Bauern, um Getreide, Heu, Stroh und Tiere zu beherbergen, dennoch war der Bau in der Regel zu aufwändig und kostspielig für eine einzelne Familie. Barn Raising schuf hier eine Abhilfe, indem weitere Mitglieder der Gemeinschaft unentgeltlich in den Bau mit einbezogen wurden. Da entsprechende Hilfe von allen Mitgliedern der Gemeinschaft eingefordert werden konnte, wurde die Gegenseitigkeit und Kontinuität der Praktik sichergestellt.
Die Tradition des Barn Raising wird in mehr oder weniger gleich bleibender Häufigkeit in amischen und mennonitischen Gemeinschaften, insbesondere in den US-Bundesstaaten Ohio, Indiana, Pennsylvania und vereinzelten ländlichen Regionen Kanadas fortgeführt. Außerhalb der religiösen Gemeinschaften nahm die Praktik im Vergleich zum 19. Jahrhundert ab und wurde durch Bauten per Kran und Bauarbeiter ersetzt.

## Beschreibung

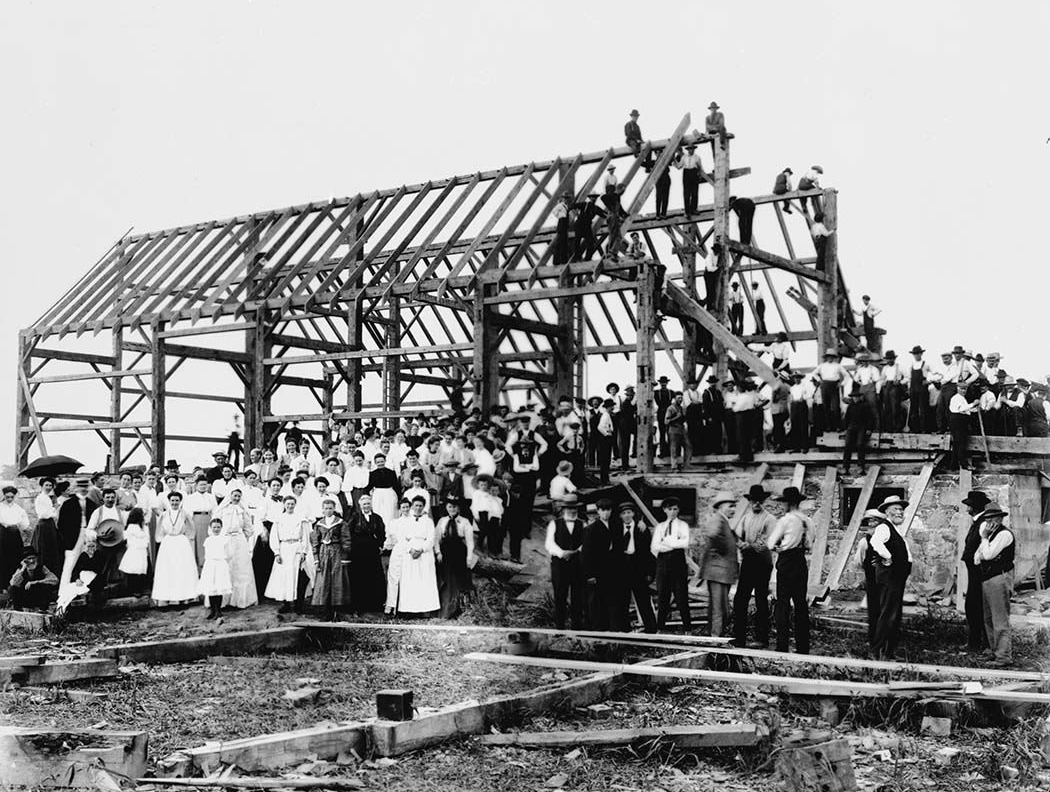
Barn Raising nördlich von Toronto, Ontario im 20. Jahrhundert

Ein Großteil der Vorbereitungen findet vor den ein bis zwei Tagen statt, die in der Regel für den Bau einer Scheune benötigt werden. Bauholz und Werkzeug werden bereitgelegt, das Bauland eingeebnet und geräumt, sowie Helfer angeheuert. Das Baumaterial wird entweder eingekauft oder durch Tausch mit Gütern der Erbauerfamilie beschafft, in deren Eigentum die fertiggestellte Scheune übergeht.
Die Beteiligung für alle körperlich befähigten Mitglieder der jeweiligen Gemeinschaft wird im Regelfall vorausgesetzt und nicht vergütet. Eine nicht ausreichend begründete Nichtteilnahme wird in der Regel gerügt. Für besondere Aufgaben wie Holzverbindungen können Spezialisten anderer Gemeinschaften oder bezahlte Fachkräfte hinzugezogen werden.
Das Barn Raising zeichnet sich durch sehr strukturierte Vorgehensweise aus: Die Anleitung der Gruppe erfolgt durch eine oder mehrere Personen, die bereits Erfahrung im Barn Raising aufweisen oder über entsprechende Fähigkeiten verfügen. Ältere Personen leiten in der Regel die einzelnen Bautrupps an. Aufgrund der regelmäßigen Praxis verfügen zumeist alle Beteiligten über notwendige Vorerfahrungen und auch junge Gemeinschaftsmitglieder haben entsprechende Grundlagen bereits im Vorfeld vermittelt bekommen.

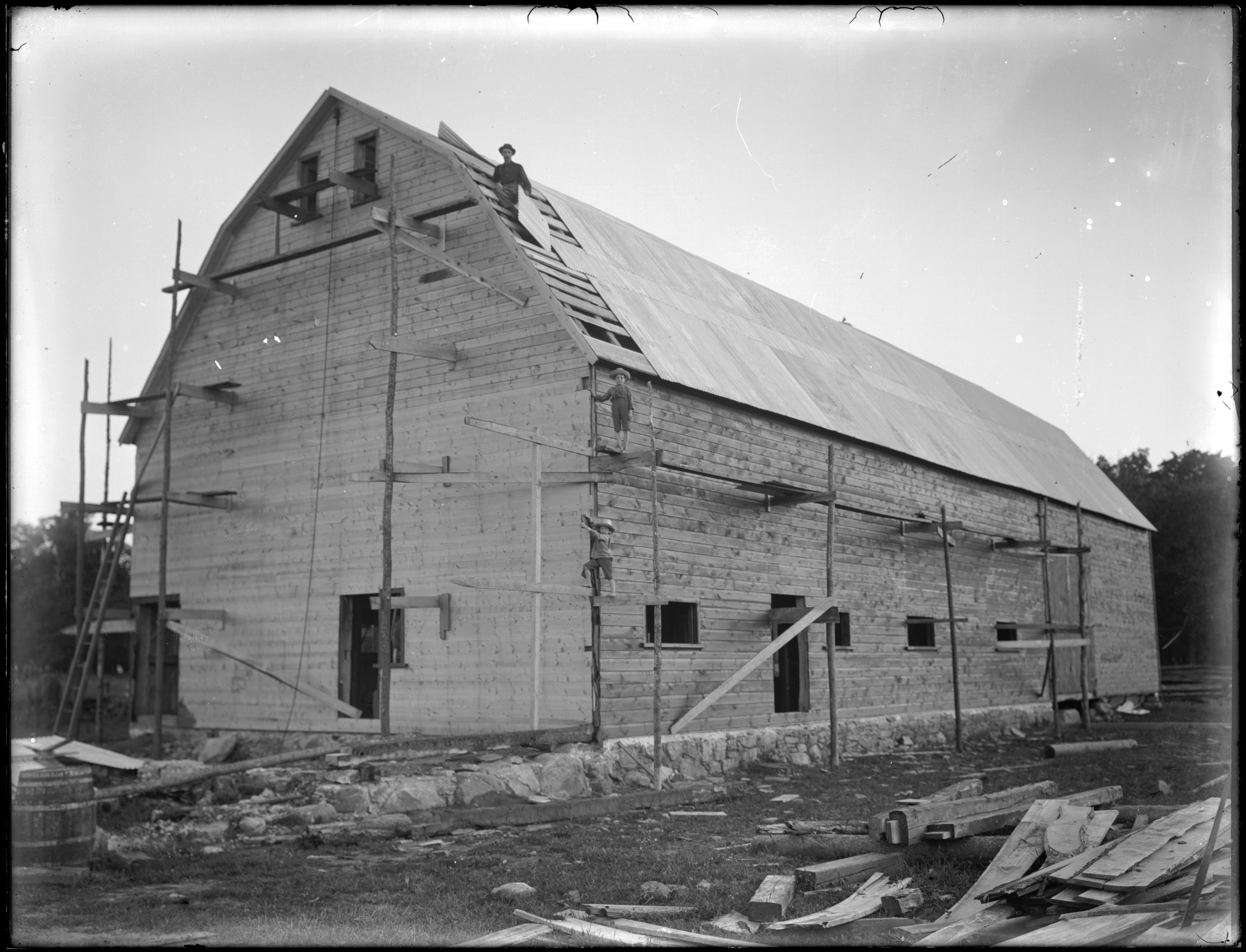
Errichtung einer Scheune im östlichen Ontario Anfang des 20. Jahrhunderts

Die Holzfachwerkbauweise gilt als traditionelle Konstruktionsmethode bei Barn Raisings. Kritische Tätigkeiten wie die Holzverbindungen und das Dübeln der Dachbalken sind ausgewählten Spezialisten vorbehalten, um deren begehrte und angesehene Rollen es gelegentlich zum Wettstreit kommt. Die Arbeitsteilung erfolgt nach Alter und Geschlecht: Männer erbauen die Scheune, Frauen stellen Verpflegung und Wasser bereit, ältere Jungen reichen Bauteile und Werkzeuge an und die jüngsten Kinder beobachten das Vorgehen.
Die meisten Raising Bees erfolgen zwischen der Pflanz- und der Erntesaison im Juni und Juli, wenn die traditionell von der Landwirtschaft lebenden Gemeinschaften nicht anderweitig gebunden sind. Das Bauholz wird in der Regel schon im Winter durch den Bauherrn und eine Kleingruppe vorbereitet, beispielsweise durch das Fällen von Bäumen, das Zuhauen von Holzbalken per Axt oder ihren Zuschnitt in der Sägemühle.
Nach Fertigstellung ist die Platzierung eines Astes, eines Kranzes oder einer Fahne am höchsten Punkt des Gebälks alt hergebrachte Tradition. Beim verbundenen Richtfest, dem topping out, hält der Leiter der Holzarbeiten eine Rede und spricht einen Toast aus.

## Sozialer Rahmen
Im historischen Landleben Nordamerikas war das Barn Raising gängig, da viel Arbeitskraft benötigt wurde und Zimmerer und Händler nicht zur Verfügung standen. Aufgrund rauer Winter war der Bau einer Scheune dringlicher als noch im milden Klima Europas, auch wenn sich mit dem finnischen Talkoot eine ähnliche Praktik in Europa nachweisen lässt. Wie beispielsweise aus Stevenson Whitcomb Fletchers Pennsylvania Agriculture and Country Life 1640-1840, (Harrisburg, Pennsylvania Historical Commission, S. 440 ff.) hervorgeht, waren Barn Raisings typische Anlässe für das Feiern von Gemeinschaft und Solidarität, sowie der genossenschaftlichen Hilfe und stellten einen Teil einer umfassenderen Kultur der gegenseitigen Hilfe (z. B. bei der Ernte, dem Teilen von Werkzeug und Ochsengespannen usw.) dar. Die Frauen der beteiligten Familien waren mit dem Kochen reichhaltiger Festessen betraut, deren Tafel und Tanz bis ins Morgengrauen gehen konnte. Wesentlich war in jedem Fall der Verzicht auf Bezahlung.
Barn Raisings erfolgten in einem sozialen Rahmen mit engen zwischenmenschlichen Beziehungen. Mitglieder ländlicher Gemeinden teilten oftmals schon über mehrere Generationen familiäre Verbindungen, trieben miteinander Handel und teilten untereinander Land, Arbeit, Saatgut, Vieh und mehr. Auch gemeinsame Feste und Gottesdienste nahmen einen hohen Stellenwert ein, da Besuche von Städten in der Regel außerhalb der regulären Reichweite von Pferden und Kutschen lagen.

## Abgrenzung
Kirchen waren für die ländlichen Gemeinschaften des 18. und 19. Jahrhunderts von gleicher Relevanz wie Scheunen, weshalb sie nach gleichem Prinzip gemeinschaftlich errichtet wurden. Allerdings wurden sie meist über längere Zeiträume und geringerer Dringlichkeit, sowie in manchen Regionen als Steinbauten erbaut, die sowieso zeitlich aufwändiger waren. Auch gehörten fertiggestellte Scheunen einer einzelnen Familie, während das Kirchengebäude Gemeingut darstellte.
Während am Barn Raising und dem Kirchenbau auch mehrere hundert Personen beteiligt sein konnten, werden kleinere Bauvorhaben mit maximal wenigen Dutzend Personen im Amischen auch Frolic (nach deutsch: fröhlich) genannt.

## Gegenwart
Gegen Ende des 19. Jahrhunderts wurde das Barn Raising zunehmend seltene Baumethode. Zu diesem Zeitpunkt besaßen Familien der Siedlergemeinschaften häufig schon Scheunen und die vereinzelten Familien ohne Scheune konnten auf Lohnarbeit zurückgreifen. Mennoniten und Amische setzen die Tradition jedoch ununterbrochen bis in die Gegenwart fort.
Der Bau in Gruppen von Freiwilligen erlebte in den 1970er-Jahren ein Revival, bei dem neben Scheunen auch Häuser, Schuppen und andere Gebäudearten unterschiedlichster Zwecke nach gleichem Prinzip errichtet wurden. Seitdem finden sich Spuren der Tradition in verschiedenen Gemeinschaftsbauprojekten wieder, beispielsweise in den Haus- und Renovierungsarbeiten der christlichen Wohltätigkeitsorganisation Habitat for Humanity.